# Abdülâziz
Abdülâziz (turc otomà: عبد العزيز)  (Palau de Beylerbeyi, 8 de febrer de 1830 - Palau de Feriye, 4 de juny de 1876) va ser soldà de l'Imperi Otomà, regnant entre el 25 de juny de 1861 i el 30 de maig de 1876. Era fill del soldà Mahmut II i va succeir el seu germà Abdülmecit.

## Biografia
Abdülâziz va rebre una educació otomana, però va ser un admirador del desenvolupament d'Europa. Les occidentalitzants reformes Tanzimat que havia albirat el seu pare i havia començat implantar el seu germà, van ser continuades durant el regnat d'Abdülâziz sota la direcció dels seus ministres principals: Fuat Paixà i Alí Paixà.
El seu regnat fou marcat per la revolta de Creta i la situació als Balcans amb revoltes a Bòsnia i Herzegovina Montenegro, Sèrbia i Bulgària que van provocar la intervenció de les potències. En aquest moment predominà la influència francesa. Tot i aquests problemes la política reformista anomenada "tanzimat" no fou abandonada.
La revolta cretenca de 1866 fou una insurrecció a Creta contra l'ocupació otomana. Aquesta insurrecció va ser part d'un moviment més ampli de desig d'independència de l'illa respecte a l'Imperi Otomà, que la controlava des el 1669 va acabar amb el setge de Càndia. La revolta va tenir una durada de tres anys, i és sovint entesa com la culminació de la lluita contra els otomans, marcada especialment per la massacre del monestir d'Arkadi del novembre de 1866. El govern insurreccional acabà brutalment l'11 de desembre de 1868. Se'l va assetjar a Gonia i la majoria dels seus membres van ser assassinats. El 30 de desembre, els líders de les sis províncies orientals decidiren continuar la lluita, però no tenien suport real de la població.
El 1867 es va promulgar la llei dels vilayats amb una reorganització administrativa calcada de la francesa. També es va intentar reformar la institució dels wakis. El 1867 els estranger van obtindre el dret d'adquirir propietats immobiliàries. El 1868 es va instituir un consell d'estat (shura-i devlet) amb musulmans i cristians, i un consell de justícia (diwan-i ahkam-i adliye). L'educació també fou reformada segons el model francès, i es va obrir un liceu a Galatasaray (1868) amb classes en francès, i una universitat (dar-ül funün). També es van reorganitzar l'exèrcit i la marina.
Va cultivar bones relacions amb França i Gran Bretanya i va ser el primer soldà otomà a visitar Europa Occidental, el 1867. Durant la seva estada a Anglaterra va ser ordenat Cavaller de la Garrotera per la reina Victòria. El 1869 va rebre la visita de l'Emperadriu Eugènia de França i d'altres sobirans estrangers que visitaren Istanbul de pas cap a la inauguració del Canal de Suez. Mantenia interès en la literatura i era un compositor de música clàssica.
A partir de 1870 la influència russa fou predominant, exercida per mitjà del general Ignatief, que imposava els seus punts de vista al gran visir Mahmut Nadim Paixà. El 1873 hi va haver una molt mala collita que no van aturar les ostentoses despeses del soldà en la construcció de palaus i en les forces navals, el que va atiar el descontentament públic.
La població sèrbia cristiana a Hercegovina es va revoltar l'estiu de 1875, des d'on es va estendre per Bòsnia i Raška pel maltracte dels beys i aghas del vilayet de Bòsnia, doncs les reformes d'Abdülmecit, que comportaven nous drets per als súbdits cristians, una nova base per al reclutament militar i la fi del sistema tan odiat de conreu fiscal, van ser resistits o ignorats pels poderosos terratinents bosnians que sovint van recórrer a mesures repressives contra els seus súbdits cristians, i la càrrega fiscal dels camperols cristians augmentava constantment. La revolta va ser seguir amb l'aixecament búlgar, que fou durament reprimit. Els rebels van rebre armes i voluntaris del Principat de Montenegro i el Principat de Sèrbia, els governs dels quals finalment van declarar la Guerra serbio-otomana i la Guerra montenegro-otomana el 18 de juny de 1876 i provocant de retruc la guerra russo-turca i la Gran crisi oriental. Fruit dels aixecaments i guerres va ser el Congrés de Berlín el 1878, que va donar a Montenegro i Sèrbia la independència i més territori, mentre que l'Imperi Austrohongarès va ocupar Bòsnia i Hercegovina tot i que va romandre de jure territori otomà.
El 1876 el dèficit públic arribà als 112 milions i el govern no hi podia fer front, i per consell d'Ignatief va reduir a la meitat el pagament d'interessos del deute extern i es va declarar en fallida.
Un cop d'estat el va deposar el 30 de març de 1876, i en el seu lloc el proclamà soldà el seu nebot Murat V. La seva mort uns dies després es va atribuir al suïcidi.

## Galeria d'imatges

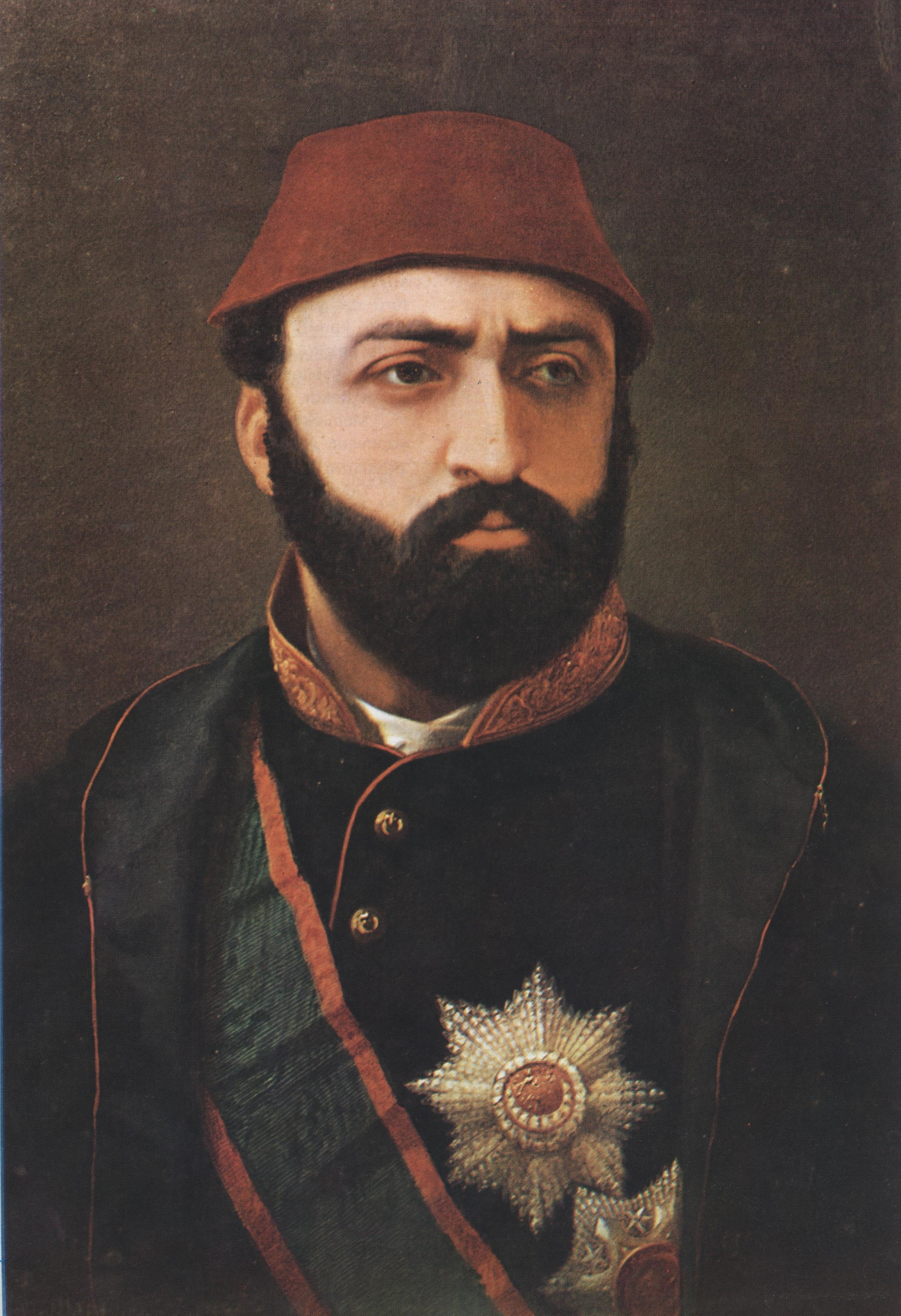
Retrat d'Abdülâziz